# Biaches
Biaches – miejscowość i gmina we Francji, w regionie Hauts-de-France, w departamencie Somma.
Według danych na rok 2011 gminę zamieszkiwało 368 osób, a gęstość zaludnienia wynosiła 56 osób/km²  (wśród 2293 gmin Pikardii Biaches plasuje się na 589. miejscu pod względem liczby ludności, natomiast pod względem powierzchni na miejscu 727.).